# Cinasa dependent de ciclina
Les cinases dependents de ciclines (CDK) són enzims que regulen el correcte desenvolupament del cicle cel·lular. Estructuralment són heterodímers constituïts per una subunitat cinasa i una subunitat ciclina. Aquesta última proporciona especificitat a la CDK i permet la regulació de la seva activitat, fonamentalment mitjançant la proteòlisi dependent d'ubiquitinització i el posterior trasllat al proteosoma.

## Principals ciclines i CDK de vertebrats i llevats
Per la lectura de la taula s'ha de destacar que la denominació general dels complexos CDK segueix el patró CDK-X, on X és la fase del cicle cel·lular essencial per al seu desenvolupament.
|                    | Vertebrats |               | Llevats     |               |
| ------------------ | ---------- | ------------- | ----------- | ------------- |
| Comple CDK/ciclina | Ciclina    | CDK associada | Ciclina     | CDK associada |
| CDK-G1             | ciclina D  | CDK 4,6       | Cln3        | Cdc28         |
| CDK-G1/S           | ciclina E  | CDK2          | Cln 1,2     | Cdc28         |
| CDK-S              | ciclina A  | CDK2          | Clb 5,6     | Cdc28         |
| CDK-M              | ciclina B  | CDK1          | Clb 1,2,3,4 | Cdc28         |

## Mecanismes de regulació del cicle cel·lular

Cicle cel·lular amb relació a l'acció de les diferents CDKs

Les etapes del cicle cel·lular es desencadenen mitjançant un sistema de control independent que assegura que els processos es produeixin en el moment adequat, en l'ordre correcte i una sola vegada per cada cicle. El sistema de control reacciona davant de diversos senyals intracel·lulars i extracel·lulars, de manera que l'avenç del cicle pot aturar-se si la cèl·lula no pot completar un dels processos essencials o es troba en condicions ambientals desfavorables. La transició d'una fase del cicle a una altra ha d'ocórrer d'una manera organitzada i és regulada per una sèrie de proteïnes cel·lulars entre les quals es troben les CDKs (de l'anglès Cyclin Dependent Kinases), que són fonamentals en aquesta regulació. Es tracta d'una família de serina/treonina cinases que són activades en punts específics del cicle cel·lular. Fins ara han estat identificades 11 CDKs i, d'aquestes, les que s'ha vist que tenen un paper més rellevant durant el cicle cel·lular són les següents:
- CDK4, CDK6 i CDK2 durant la G1
- CDK2 durant S
- CDK1 durant G2 i M.

La CDK7 en combinació amb la ciclina H té la funció de fosforilar i activar les altres CDKs (també rep el nom de Cak, de l'anglès CDK Activatin Kinase). Quan són activades, les CDKs desencadenen diversos processos cel·lulars a través de la fosforilació dels seus substrats. A part de les que ja han estat esmentades, la resta de CDKs no semblen tenir un paper destacat en la progressió del cicle cel·lular.

Hi ha diferents nivells de regulació de l'activitat de les CDKs per tal d'assegurar la correcta progressió del cicle.

### Interacció amb la ciclina

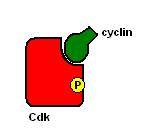
Complex CDk-ciclina

Les ciclines són les proteïnes activadores de les CDKs. En contrast amb els nivells de les proteïnes CDKs, que són estables al llarg del cicle, els nivells de ciclines varien (d'aquí el seu nom) i d'aquesta manera activen periòdicament les CDKs. Els estudis de les estructures tridimensionals de les proteïnes de les CDK i de les ciclines han revelat que, en absència de ciclina, el centre actiu de la CDK es troba parcialment tapat per una regió de la proteïna, com una pedra que bloqueja l'entrada d'una cova. La unió de la ciclina fa que aquesta regió s'aparti del centre actiu, provocant l'activació parcial de l'enzim CDK.
Les oscil·lacions de l'activitat de diversos complexos CDK-ciclina indueixen l'inici de diverses etapes del cicle cel·lular. Així, l'activació dels complexos CDK-ciclina de la fase S estimula l'inici de la fase S, i la dels complexos CDK-cilcina de la fase M desencadena la mitosi.
Per a l'entrada a G1, són essencials els complexos CDK-ciclina D, formats per les tres ciclines D (ciclina D1, D2 i D3) unides a CDK4 i/o CDK6. Contràriament a altres ciclines, les ciclines D no s'expressen periòdicament, sinó que són sintetitzades sempre que hi hagi presents factors de creixement en el medi que envolta la cèl·lula. La ciclina E s'associa amb CDK2 per regular la progressió de G1a S, i durant la fase S i principi de G2 actua el complex ciclina A-CDK2. Cap al final de G2 i fins a principis de M actuen els complexos ciclina A-CDK1, que promouen l'entrada a la mitosi. Finalment, la mitosi és regulada pel complex ciclina B-CDK1.
Per tal que aquestes proteïnes siguin destruïdes al final de la fase del cicle en la qual actuen, cal que presentin unes seqüències específiques necessàries per interaccionar amb el sistema de degradació ubiquitina-proteasoma. És el cas de la "Destruction box" de les ciclines A i B, o la seqüència "PEST" de les ciclines D i E. Així doncs, les activitats dels complexos CDK-ciclina es veuen influïdes per diversos mecanismes, incloent-hi la fosforilació de la subunitat CDK, la unió de proteïnes inhibidores especials (CKI), la proteòlisi de les ciclines i els canvis de la transcripció de gens que codifiquen reguladors de les CDK.

### Fosforilació/desfosforilació de CDKs
L'activació total del complex CDK-ciclina succeeix quan una cinasa diferent, la cinasa activadora de CDK (CAK), fosforila un aminoàcid pròxim a l'entrada del centre actiu de la CDK. Aquesta fosforilació indueix un petit canvi conformacional que augmenta l'activitat de la CDK, permetent que la cinasa fosforili eficaçment les seves proteïnes diana, desencadenant esdeveniments específics del cicle cel·lular.
Per exemple, la CDK1 ha de ser fosforilada per CDK7-ciclina H a la treonina 161. Les cinases Wee1 i Myt1 fosforilen la CDK1 (i altres CDKs) a la tirosina 15 i/o treonina 14, tot inactivant la CDK. La desfosforilació d'aquests residus per la fosfatasa Cdc25 és necessària per a l'activació de CDK1 i la progressió del cicle.

### Interacció amb CKIs

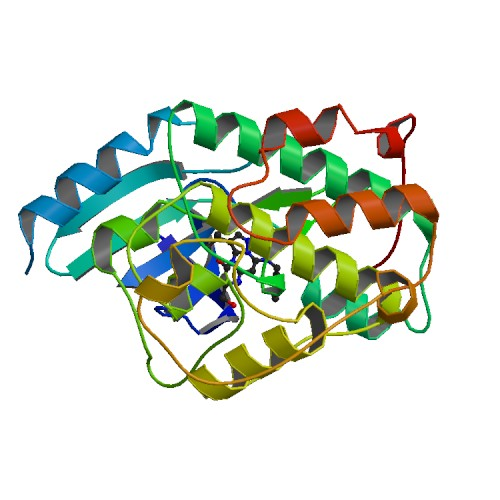
Estructura de la CDK2 amb l'inhibidor BS-194

Les CkIs (de l'anglès CDK Inhibitors) són unes proteïnes que es poden unir a la CDK sola o al complex CDK-ciclina, inhibint-lo. Es coneixen dues famílies de CkIs, la família INK4 i la família Cip/Kip. Els membres de la família INK4 són p15 (INK4a), p16 (INK4b), p18 (INK4c) i p19 (INK4d). La seva funció consisteix a inhibir específicament les CDKs de la fase G1 (CDK4 i CDK6) tot unint-se amb la CDK abans que aquesta pugui associar-se amb la ciclina D. La família Cip/Kip inclou p21 (Waf1, Cip1), p27 (Kip1) i p57 (Kip2). Aquests inhibidors fan la seva funció unint-se i activant complexes ciclina-CDK ja formats durant la fase G1, tot i que també poden inhibir, però menys complexos ciclina B-CDK1. Estudis recents, però, indiquen que no sempre que p27 està unida a complexes ciclina Cdk està realitzant una funció inhibidora. Quan p27 no està fosforilada inhibeix l'activitat cinasa dels complexos ciclina-CDK, però quan és fosforilada a les tirosines 74 i 88 per tirosina cinases de la família Src, pot continuar unida a aquests complexos sense inhibir-los. Això permet que, posteriorment, p27 sigui fosforilada per la Cdk al residu T187, cosa que comportarà la seva degradació via SCF-Skp2. La p21, per una altra banda, pot inhibir la síntesi de DNA tot unint-se i inhibint PCNA (Proliferatig Cell Nuclear Antigen.

Les CkIs són regulades per senyals interns i externs, com ara el gen supressor de tumors p53 (que regula l'expressió de p21) o TGF-β (Transforming Growth Factor β) que estimula l'expressió i activació de p15 i p27.

### Substrats de les CDKs
Els complexos CDK-cilina actius fosforilen proteïnes fisiològicament rellevants per a la progressió del cicle. Al principi de G1 CDK4/6-ciclina D fosforila la proteïna retinoblastoma (pRb). Això comporta la disrupció del complex que formava pRb amb histona deacetilases (HDACs) i així queden alliberats els factors de transcripció E2F-1 i DP-1, que estimulen la transcripció de gens els productes dels quals són importants per a la progressió al llarg de la fase S, com ara la ciclina A, ciclina E i Cdc25. CDK2-ciclina E s'encarrega de mantenir pRb hiperfosforilat, i a la transició G1/S fosforila l'inhibidor p27, induint la seva degradació via proteosoma. També CDK2-ciclina E fosforila NPTA, la qual és important per a l'entrada a S, i la histona H1 (aquesta activitat sembla important per a la condensació de cromosomes requerida durant la replicació del DNA). La histona H1 també és un substrat de CDK1-ciclina B. Els complexos ciclina A-CDK regulen l'inici de la replicació mitjançant la fosforilació de la DNA polimerasa α primasa. Altres substrats de les CDKs inclouen Wee1, Cdc25 i proteïnes citosquelètiques com les de la làmina nuclear, dels microtúbuls i la vimentina, que són necessàries per a una correcta mitosi.